# Andrés Manuel López Beltrán
Andrés Manuel López Beltrán (Macuspana, Tabasco; 21 de agosto de 1986) es un político mexicano, popularmente conocido como «Andy», miembro del partido Morena. Es el segundo hijo de Andrés Manuel López Obrador, quien fue presidente de México de 2018 a 2024.
En septiembre de 2024, López Beltrán ganó notoriedad al anunciarse su nombramiento como secretario de Organización Nacional del partido Morena.

## Biografía
López Beltrán nació en 1986, hijo de Andrés Manuel López Obrador y su primera esposa, Rocío Beltrán Medina, quien falleció en 2003. Estudió Ciencias Políticas y Sociales en la Universidad Nacional Autónoma de México.
Es fundador y propietario mayoritario de Finca Rocío S.A. de C.V., una empresa de chocolate artesanal nombrada en honor a su madre fallecida. También es socio minoritario de Vinos Cósmicos S.A. de C.V., una empresa vinícola fundada en 2021.

### Actividad política
López Beltrán ha estado siempre vinculado, por relación filial, al partido político Morena, creado en 2014, aunque sin ocupar cargos oficiales. 
Durante las elecciones presidenciales de 2018, estuvo a cargo de la conformación de los comités para la promoción y defensa del voto de la campaña de su padre en la Ciudad de México. A inicios de septiembre de 2024, el presidente López Obrador confirmó la participación de su hijo en la estructura del partido, aunque sin especificar el cargo. Según el diario El País, fue la propia presidenta Claudia Sheinbaum quien solicitó el apoyo de López Beltrán desde la dirigencia del partido, y no del gobierno.
Desde el 1 de octubre de 2024, ocupa el cargo de secretario de Organización de Morena.

## Controversias
Medios de comunicación y organizaciones civiles han señalado a López Beltrán por supuestos beneficios a amigos en contratos gubernamentales, particularmente en proyectos como la refinería de Dos Bocas y el malecón de Villahermosa. En julio de 2024, Andrés Manuel López Beltrán y su hermano Gonzalo publicaron una carta en la que negaron dichas acusaciones y aseguraron ser víctimas de una campaña de difamación.